# Пјано Сопрано (Савона)
Пјано Сопрано је насеље у Италији у округу Савона, региону Лигурија.
Према процени из 2011. у насељу је живело 157 становника. Насеље се налази на надморској висини од 532 м.